# Glenea peregoi
Glenea peregoi é uma espécie de escaravelho da família Cerambycidae. Foi descrita por Stephan von Breuning em 1949.

## Subespecie
- Glenea peregoi peregoi Breuning, 1949
- Glenea peregoi subinterrupt Breuning, 1956
- Glenea peregoi sumatrensis Breuning, 1976